# Guitaromanie

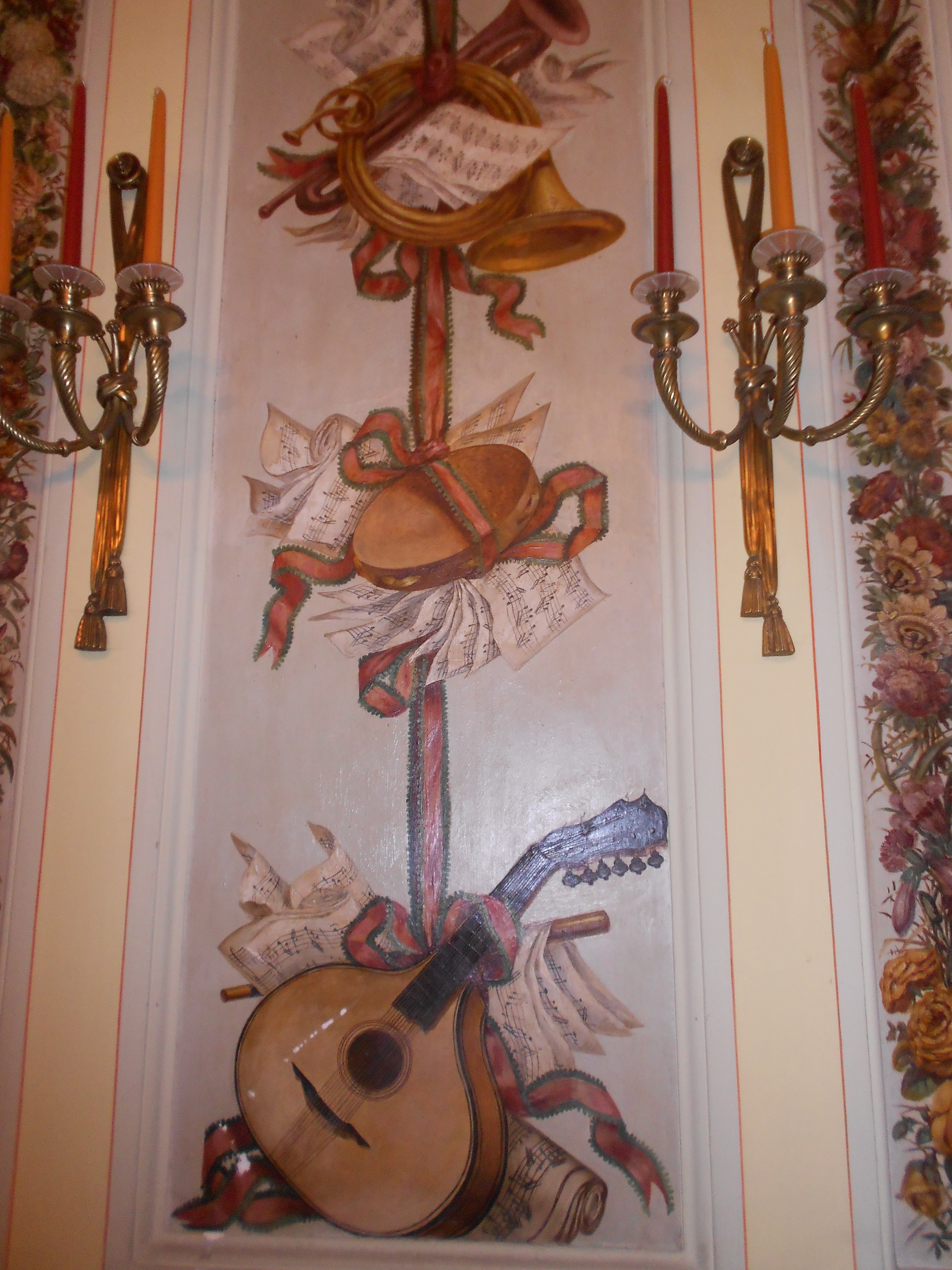
Guitare décorant une pièce à l'ambassade de France à Lisbonne - début du XIX.

La guitaromanie est le nom que l'on a donné à une vogue incroyable de la guitare au début du XIXe siècle dans les grandes capitales européennes. L'instrument utilisé à cette époque de 1810 aux années 1830 était la guitare romantique généralisée vers 1800 à 6 cordes simples d'accord identique à celui de la guitare classique actuelle mais de caisse de résonance de dimension inférieure et moins sonore. 

## Facteurs contribuant à la vogue de la guitare
Cet engouement pour la guitare s'explique notamment par deux causes principales : un public de la nouvelle bourgeoisie apparaît, alors même que les voyages de compositeurs virtuoses à travers le continent européen s'intensifient.  

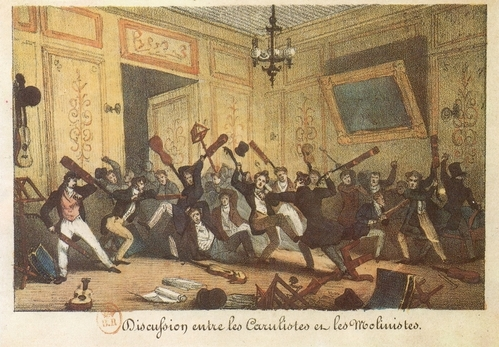
Représentation satirique de la controverse entre les carullistes, adeptes de la méthode utilisant les ongles des doigts, de Ferdinando Carulli, et les molinistes, adeptes de celle de Francesco Molino, sans les ongles (gravure de La Guitaromanie de Charles de Marescot).

De nombreux guitaristes italiens viennent trouver la gloire et la fortune à Paris, à Londres ou à Vienne tels Ferdinando Carulli, Niccolo Paganini, virtuose du violon mais aussi de la guitare, Matteo Carcassi, Luigi Legnani, Mauro Giuliani. Ils nous laissent tous une production abondante. 
Anton Diabelli également compositeur de nombreuses œuvres pour piano et d'autres instruments a beaucoup écrit pour la guitare à la même époque. 
L'école espagnole quant à elle, s'affirme à Paris avec Dionisio Aguado  et surtout Fernando Sor[réf. à confirmer].
Les œuvres composées à cette époque sont toujours fréquemment interprétées en concert ou enregistrées et constituent une des bases de l'enseignement de la guitare classique notamment les études de  Fernando Sor, la méthode de Ferdinando Carulli de 1810.
Cette vogue a décliné dans les années 1840, l'instrument le plus répandu dans la bourgeoisie étant le piano.